# Sanous
Sanous är en kommun i departementet Hautes-Pyrénées i regionen Occitanien i sydvästra Frankrike. Kommunen ligger i kantonen Vic-en-Bigorre som tillhör arrondissementet Tarbes. År 2022 hade Sanous 100 invånare.

## Befolkningsutveckling
Antalet invånare i kommunen Sanous
| Referens: INSEE |